# Arndt Koeppen
Arndt Peter Koeppen (* 21. Januar 1947 in Radebeul; † 3. November 2018 in Frankfurt am Main) war ein deutscher Jurist und politischer Beamter (CDU). Er war von 2001 bis 2004 Staatssekretär im Thüringer Ministerium für Justiz.

## Leben
Koeppen studierte Rechtswissenschaften. Er war als Staatsanwalt tätig und von 1993 bis 1999 zudem Leitender Oberstaatsanwalt in Gera und als dieser für die Suche nach dem NSU-Trio zuständig. Kritiker warfen ihm damals vor, dass er den rechtsextremen Terrorismus nicht ernst genug genommen habe. Denn in einem Spiegel-Interview sagte Koeppen, die Rechtsradikalen wollten lediglich „Zeichen“ setzen. „Ich würde nicht so weit gehen zu sagen: Wir müssen jeden Tag mit einem Sprengstoffanschlag rechnen.“ Das sei der „deutliche Unterschied zu terroristischen Organisationen, wie wir sie früher hatten“.
Später wurde er dazu 2013 im Thüringer NSU-Untersuchungsausschuss befragt.
Von 2001 bis 2004 nahm er unter verschiedenen Ministern der CDU das Amt des Staatssekretärs im Thüringer Ministerium für Justiz wahr. Danach war er auf Vorschlag der CDU zwischen 2007 und 2014 teils stellvertretender Landesanwalt und ordentlicher Landesanwalt am Staatsgerichtshof des Landes Hessen. Bis zu seiner Pensionierung im Jahr 2012 war er als Leiter der Marburger Staatsanwaltschaft tätig.
Koeppen war zeitweise der Vorsitzende der CDU Frankfurt-Bornheim. Außerdem war er von 2003 bis 2006 sowie von 2011 bis 2015 Vorsitzender des Thüringer Landesverbandes der Deutschen Multiple Sklerose Gesellschaft. Am 24. Oktober 2015 wurde er zu dessen Ehrenpräsidenten ernannt.